# Jozef Skotek
Jozef Skotek, též Josef Skotek, pseudonym Rackovský (19. března 1892 Miškovice – 1950), byl slovenský a československý politik a meziválečný poslanec Národního shromáždění za Československou sociálně demokratickou stranu dělnickou.

## Biografie
Původem byl Čech, ale politicky a profesně působil na Slovensku a patřil mezi předáky sociálně demokratického hnutí V Ružomberku. Už před rokem 1918 byl významnou postavou dělnického hnutí na Slovensku. Pracoval jako typograf v Khitiskařském akciovém spolku v Turčianském Sv. Martinu.
Podle údajů k roku 1922 byl profesí redaktorem a ředitelem tiskárny v Ružomberku.
Po parlamentních volbách v roce 1920 získal za Československou sociálně demokratickou stranu dělnickou poslanecké křeslo v Národním shromáždění. Mandát ale nabyl až dodatečně v roce 1922 jako náhradník poté, co rezignoval poslanec Ján Zverec.